# Гварнери, Джузеппе
Бартоломео Джузеппе Антонио Гварнери по прозвищу дель Джезу́ (Bartolomeo Giuseppe Antonio Guarneri, detto del Gesù (ит.)), 21 августа 1698 — 17 октября 1744) — итальянский мастер изготовления смычковых инструментов.
На его инструментах играли многие выдающиеся скрипачи — в частности, на скрипке Il Cannone Guarnerius («пушка» Гварнери) играл Никколо Паганини, а также на его скрипках играли Вьетан, Сивори, Изаи, Крейслер, Менухин, Вечеа.

## Биография
Джузеппе Гварнери — внук основателя семейства Андреа Гварнери (1626—1698) и
сын Джузеппе Джованни Баттиста Гварнери (1666—1739/1740).
Историками скрипичного мастерства его принято называть «дель Джезу́», так как на этикетках в его скрипках изображен значок, похожий на эмблему иезуитского монашеского ордена («дель Джезу́» означает «от Иисуса»).
Чьим учеником был Гварнери — точно не известно, но Патерик (английский лютомонограф) считал, что он был учеником малоизвестного итальянского мастера Джизальберти, примыкавшего к брешианской школе.
Путем различных экспериментов Гварнери увеличил размер инструментов и постепенно понизил и придал другой характер сводам дек. Употреблял для их изготовления более плотное дерево, избегая тангенциального распила дерева, который использовали брешианцы и, наконец, увеличил толщину дек и добился великолепного звука, очень напряженного по силе и интересного по окраске тембра.
Инструменты его работы также отличались грубоватой работой; он использовал очень плотный клён с радиальным распилом.
При сравнении звуков инструментов Гварнери и Страдивари заметно, что звуки скрипок Страдивари близки к сопрано, а звуки скрипок Гварнери по тембру близки к меццо-сопрано.
Скрипки Гварнери сконструированы таким образом, что допускают более мощный напор смычка на струны, чем инструменты Страдивари.
Его скрипки также обладают бо́льшим концертным звуком.
Его творчество делят на три периода:
1. Первый период длился до 1732 года. Получил название экспериментального периода.
2. Второй период — с 1732 по 1741 год.
3. Третий период — последние три года его жизни, с 1741 по 1744 год. Получил название периода упадка.

Он был единственным мастером, который не делал виолончели.
Гварнери был болезненным человеком, и большие физические усилия доставляли ему страдания. К концу жизни его скрипки имели небрежный вид и его заработки упали. Он был вынужден переехать из собственного дома, которым владели его предки, в чужой дом, где и умер.
Бытующее мнение, что последние годы Гварнери сидел в тюрьме, в настоящее время документально опровергнуто, а так называемые «тюремные» скрипки не принадлежат работе его рук и являются работами его слабых безымянных подражателей.
Учеников у Гварнери не было, но были последователи. Один из них — Лоренцо Сториони, работавший в Кремоне.

## В кино
Х/ф Визит к Минотавру (1987), роль исполнил Николай Васильевич Денисов.